# Ancieto Camacho
Ancieto Camacho war ein uruguayischer Fußballspieler.

## Karriere

### Verein
Ancieto Camacho, Bruder von Ceferino Camacho, spielte mindestens seit 1901 für den Central Uruguay Railway Cricket Club (CURCC), der der Vorgängerverein des Club Atlético Peñarol war. Dort zählte er ab 1901 bis einschließlich der Spielzeit des Jahres 1906 zur Stammformation der Mannschaft und agierte in der Rolle des Mittelstürmers. 1901 und 1902 war er mit elf bzw. 15 Treffern erfolgreichster Torschütze des Vereins. 1901 und 1905 gewann er mit den Montevideanern jeweils ungeschlagen und 1905 ohne Gegentor die uruguayische Meisterschaft in der Primera División. Im selben Jahr stand er auch am 3. September 1905 im Finale um die Copa Competencia Chevallier gegen Rosario Athletic auf dem Platz. Das Spiel verlor der CURCC jedoch trotz eines Tors von Camacho mit 3:4. 1906 verließ er die Montevideaner in der zweiten Jahreshälfte, kehrte aber bereits 1907 wieder zurück. Er war erneut Stammspieler und zum Meisterschaftsgewinn als ungeschlagener Titelträger trug er in jenem  Jahr insgesamt mit einer Ausbeute von 15 Treffern bei. Damit war er ein weiteres Mal erfolgreichster CURCC-Spieler in dieser Hinsicht. 1908 verabschiedete er sich abermals. Die Mittelstürmerposition in der Stammelf des CURCC hatte daher in jenem Jahr Horacio Pietropinto inne.

### Nationalmannschaft
Camacho war Mitglied der A-Nationalmannschaft Uruguays. Jeweils am 15. August 1905, am 15. August 1906 und am 15. August 1907 kam er im Rahmen der Copa Lipton zum Einsatz. Damit absolvierte er mindestens drei Länderspiele. Ein Länderspieltor erzielte er dabei nicht.

### Erfolge
- Uruguayischer Meister: 1901, 1905, 1907